# 兵庫県道180号篠山口停車場線
兵庫県道180号篠山口停車場線（ひょうごけんどう180ごう ささやまぐちていしゃじょうせん）は、兵庫県丹波篠山市を通る一般県道である。

## 概要
JR西日本福知山線 篠山口駅前から兵庫県道299号大沢新東吹線に至る。

### 路線データ
- 起点：丹波篠山市大沢（JR西日本福知山線 篠山口駅前）
- 終点：丹波篠山市大沢（篠山口駅東交差点、兵庫県道299号大沢新東吹線交点）
- 総延長：44 m

## 地理

### 通過する自治体
- 兵庫県
  - 丹波篠山市

### 交差する道路
| 交差する道路              | 交差する場所 | 交差する場所            |
| ------------------------- | ------------ | ----------------------- |
| 兵庫県道299号大沢新東吹線 | 大沢         | 篠山口駅東交差点 / 終点 |

### 沿線
- JR西日本福知山線 篠山口駅